# 脱ハンコ
- 脱はんこ

脱ハンコ （だつハンコ）とは、日本国内における行政、企業内の手続きにおいて、求められる押印の全部もしくは一部を取りやめること（押印廃止）を指す通称である。ほぼ同じ意味でハンコレスと表現することもある。
2020年に河野太郎行政改革大臣が主導し、行政手続き内での脱ハンコを推進したこと、加えて新型コロナウイルス感染症対策としてテレワークが普及したことにより、行政や企業を問わず広がりを見せている。

## 概要
日本政府が2000年に掲げたe-Japan構想以降、電子政府の実現を目指すなか、行政のデジタル化を先進させるため、2018年に「デジタル・ガバメント実行計画」を閣議決定、行政手続のオンライン化や書類のデジタル化を推し進めており、押印についての見直しも行われていた。この見直しは業界団体からの反対により一旦は見送りとなったものの、その後、2020年の新型コロナウイルス感染症の日本国内での流行を受け、3つの密に代表されるように、人的接触距離の確保が問題となったことから、人流抑制のための施策が打ち出された。
そのうちの1つであるテレワークの推進において、押印が必要な慣行がその障害となっているという声が広がったことを受け、6月19日に内閣府、法務省、経済産業省が連名で「押印についてのQ&A」を公開し、企業における押印の必要性の見直しを求めた。また、7月8日には内閣府の規制改革推進会議により官民における書面、押印、対面の慣行の見直しを行うことが明らかとされた。
9月23日に行われたデジタル改革関係閣僚会議において、河野大臣は「ハンコをすぐになくしたい」という発言を行い、脱ハンコへの意欲を明らかにし、行政手続きにおける押印の見直しが行われた。10月16日に行われた記者会見では、99%以上の行政手続きにおける押印を廃止可能であるとの見解を示した。
こうして河野大臣が見直しを求めたことをきっかけとし、政府による脱ハンコの流れが加速、各地の自治体においても押印の廃止や手続きのデジタル化が推進されることとなった。
急速な脱ハンコの動きに業界団体からは、印鑑登録制度までが無くなると誤って認識されることを不安視する声が上がっており、ハンコの生産地の首長は「ハンコがデジタル化を阻害するような印象を与え、産業が圧迫されること」への懸念を示した。印章彫刻工からは、ハンコ文化の継承や、ハンコ文化とデジタル社会との共存を望む声が上がっている。

## 日本の押印文化の形成
日本における印章の歴史としては、古くは漢委奴国王の金印が有名ではあるが、現在のように押印を行った個人や法人の意思表明の手段として利用されたのではなく、地位の象徴として保有されたものであるとする説が有力である。その後、公印としての利用は見られたものの、現在のような目的で使用される私印が利用され始め、ハンコ文化が開花したのは、戦国時代であると言われている。
江戸時代に入ると商人や町人なども使い始め、印章彫刻 (印判師) という職が生まれるほどであった。徳川8代将軍である徳川吉宗のもと策定された公事方御定書では、謀判に対して極刑を課すと定められており、印章がその捺印者を認定する証拠として普及していたことが見て取れる。
さらに、明治時代に入り万人に苗字が認められると一気に広がりを見せ、1873年 (明治6年) 太政官布告第239号により実印が裁判上の証拠として重視されることが明文化された。この太政官布告第239号が、現在まで続くハンコ文化 (押印文化) の根幹であると見る向きは多い。
その後、明治政府は「諸証書ノ姓名ハ必ズ本人自ラ書シテ実印ヲ押スベシ」と布告し、署名制度の導入が試みられるも、識字率の低さや金融関係証書発行の煩雑さなどを理由に反対され、1900年 (明治33年) に商法中署名スヘキ場合ニ関スル法律が成立。商法が適用される場面においては、署名に代えて記名押印が法的に認められることとなり、この法律は会社法が成立する2005年 (平成17年) までの100年以上にわたり続いた。

## 過去の脱ハンコへの動き
第二次世界大戦後の高度経済成長期である1950年代の朝日新聞では「ハンコ減らす」「ハンコを乱用しすぎる」という紙面が見られ、既に脱ハンコの動きはあったとする意見もある。
1997年に自民党行政改革推進本部が各種申請のペーパレス化を推進しようとした際には、業界団体からの強い反発を受け、計画は頓挫することとなった。